# Orange (манґа)
Orange (стилізовано orange) — манґа в жанрі романтика, написана та ілюстрована Такано Ічіґо, спрямована на аудиторії шьоджьо та сейнен. У манзі розповідається про старшокласницю Такамію Нахо, що отримує лист від себе ж через десять років. У листі пишеться, що вона має спостерігати за Нарусе Какеру, що нещодавно перевівся до її школи. Манґа почала серіалізацію у 2012 році в журналі Bessatsu Margaret, потім стала виходити в Monthly Action. На момент квітня 2022 року зібрали 7 томів танкобон. Розділи манґи публікуються онлайн англійською на сайті Crunchyroll, та виходять друком від видавництва Seven Seas Entertainment. У Франції манґа видається видавництвом Akata, у Польщі — Waneko, в Іспанії — Ediciones Tomodomo. В Україні манґу офіційно видає видавництво Наша ідея. Однойменна адаптація у форматі ігрового фільму вийшла 12 грудня 2015 року. Аніме-адаптація з 13 серій транслювалась з липня по вересень 2016 року. Манґа-спіноф почала виходити 25 березня 2016 року, у журналі Monthly Action видавництва Futabasha. Аніме-фільм, з назвою Orange: Future, вийшов у кінотеатрах Японії 18 листопада 2016 року.